# Club Baloncesto Villa Los Barrios
El Club Baloncesto Villa de Los Barrios fue un club de baloncesto de España con sede en Los Barrios (Cádiz) que llegó a militar en la Liga LEB Oro.
Disputaba los encuentros en el pabellón  Soldado Samuel Aguilar, con un aforo de 2.000 espectadores.

## Historia
Fue fundado en 1996 participando en la 2.ª División Nacional. El año siguiente se inscribió en la recién creada Liga LEB, en la que participó durante 12 temporadas consecutivas.
En la temporada 2008-09 El Villa de Los Barrios consigue llegar por primera vez en su historia  a la final A4 de la LEB Oro, en Fuenlabrada. Al final de esta temporada, debido a problemas económicos renunció a la categoría,desapareciendo tras la siguiente campaña.

## Denominaciones
- C.B. Los Barrios (1996-2006)
- C.B. Villa de los Barrios (2006-2010)

## Temporadas
| Temporada | Nivel | División     | Pos. | Postemporada         | TR    | PO  | Copa          | Copa |
| --------- | ----- | ------------ | ---- | -------------------- | ----- | --- | ------------- | ---- |
| 1996-97   | 4     | 2.ª División | –    | –                    | –     | –   | –             | –    |
| 1997-98   | 2     | LEB          | 10.º | Octavos final (11.º) | 10-14 | 1-3 | –             | –    |
| 1998-99   | 2     | LEB          | 7.º  | Cuartos final (8.º)  | 13-13 | 4-5 | –             | –    |
| 1999-00   | 2     | LEB          | 11.º | Octavos final (11.º) | 14-16 | 0-3 | –             | –    |
| 2000-01   | 2     | LEB          | 10.º | –                    | 14-16 | –   | –             | –    |
| 2001-02   | 2     | LEB          | 10.º | –                    | 14-16 | –   | –             | –    |
| 2002-03   | 2     | LEB          | 10.º | –                    | 14-16 | –   | –             | –    |
| 2003-04   | 2     | LEB          | 14.º | –                    | 15-19 | –   | –             | –    |
| 2004-05   | 2     | LEB          | 9.º  | –                    | 17-17 | –   | –             | –    |
| 2005-06   | 2     | LEB          | 11.º | –                    | 16-18 | –   | –             | –    |
| 2006-07   | 2     | LEB          | 4.º  | Cuartos final (6.º)  | 20-14 | 0-3 | Copa Príncipe | SF   |
| 2007-08   | 2     | LEB Oro      | 9.º  | Cuartos final (9.º)  | 17-17 | 1-2 | –             | –    |
| 2008-09   | 2     | LEB Oro      | 7.º  | Semifinal (5.º)      | 18-16 | 2-1 | –             | –    |
| 2009-10   | 5     | 1ª División  | 4.º  | –                    | 11-7  | –   | –             | –    |